# Phoronis ovalis
Phoronis ovalis är en djurart som beskrevs av Wright 1856. Enligt Catalogue of Life ingår Phoronis ovalis i släktet Phoronis, fylumet hästskomaskar och riket djur, men enligt Dyntaxa är tillhörigheten istället släktet Phoronis, familjen Phoronidae, fylumet hästskomaskar och riket djur. Arten är reproducerande i Sverige. Inga underarter finns listade i Catalogue of Life.